# Chaetacis abrahami
Chaetacis abrahami är en spindelart som beskrevs av Cândido Firmino de Mello-Leitão 1948. 
Chaetacis abrahami ingår i släktet Chaetacis och familjen hjulspindlar. Inga underarter finns listade i Catalogue of Life.